# Dutch Juniors 1991
Das Dutch Juniors 1991 fand vom 8. bis zum 10. März 1991 als bedeutendstes internationales Nachwuchsturnier der Niederlande im Badminton in Duinwijck, Haarlem, statt.

## Finalergebnisse
| Disziplin    | Sieger                     | Finalist                                  | Ergebnis          |
| ------------ | -------------------------- | ----------------------------------------- | ----------------- |
| Herreneinzel | Martin Lundgaard Hansen    | Joris van Soerland                        | 15–4, 15–9        |
| Dameneinzel  | Kristin Yunita             | Yuni Kartika                              | 11–2, 6–11, 11–6  |
| Herrendoppel | Amon Santoso Hadi Sugianto | Peter Christensen Martin Lundgaard Hansen | 18–14, 17–15      |
| Damendoppel  | Alison Humby Joanne Wright | Joanne Davies Nichola Beck                | 15–9, 15–6        |
| Mixed        | Simon Archer Joanne Davies | Peter Christensen Rikke Broen             | 18–13, 6–15, 15–3 |